# ガリア
ガリア（古典ラテン語：Gallia （ガッリア））とは、ガリア人（ケルト人の一派）が居住した地域の古代ローマ人による呼称。古典ラテン語とイタリア語での発音により忠実なカナ表記は「ガッリア」。フランス語では Gaule（ゴール）。
具体的には、現在のフランス・ベルギー・スイスおよびオランダとドイツの一部などにわたる。元来の「ガリア」はイタリア半島北部であったため、地域（地理上の概念）としての「ガリア」とローマの属州（行政区画）としての「ガリア」とは同一ではない。
近代にはフランスの雅称として使われるようになる。現代ギリシャ語の「ガリア」(Γαλλία) は、フランスのことである。

## 地理上の概念としてのガリア

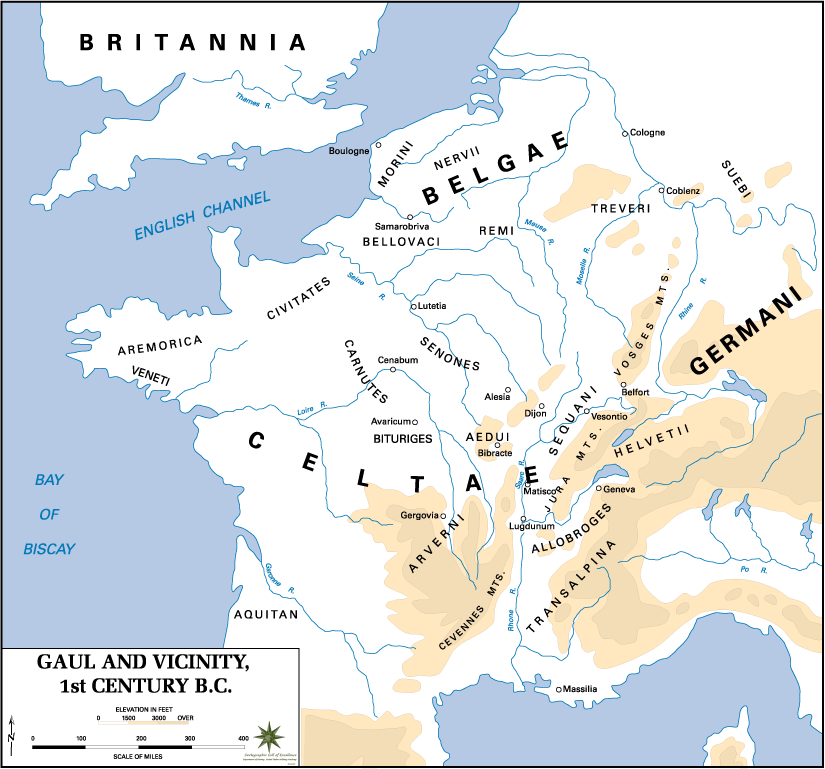
ガリアの地勢図（紀元前1世紀）

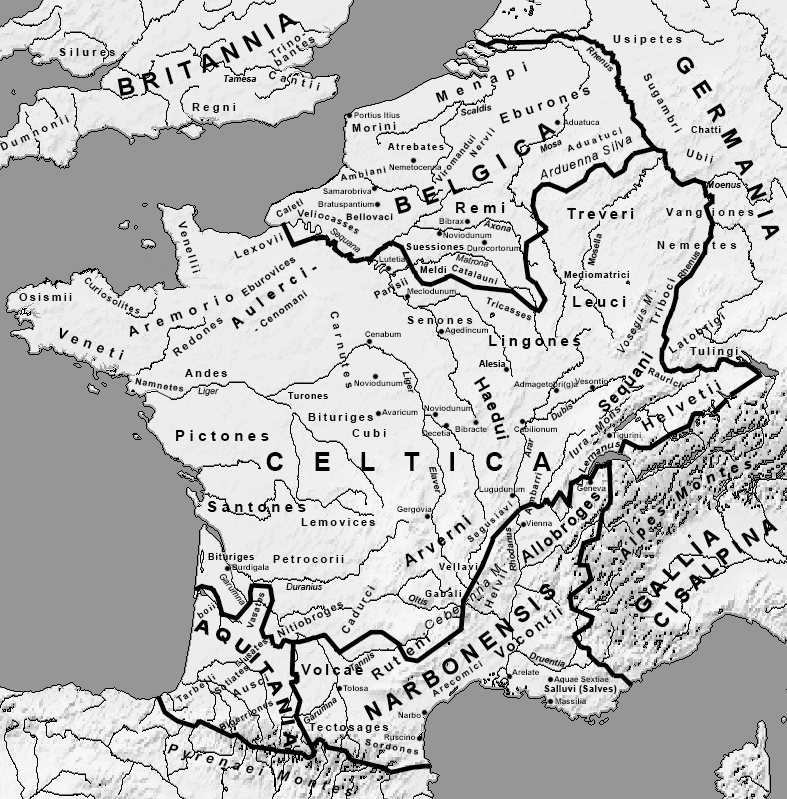
ガリアの都市と部族の分布図（紀元前1世紀）

地理上の概念としての「ガリア」の起源は、紀元前4世紀にさかのぼる。イタリア半島北部に押し寄せて定住した部族集団を、ローマ人は「ガリア人」（Galli ガッリー）と呼び、ガリア人の居住するイタリア半島北部が「ガリア」（Gallia ガッリア）と呼ばれるようになったのが始まりである。ローマ人が領土を拡大するにつれ、ガリア人と同系統の諸部族がアルプス山脈の西方・北方にも多数住んでいることが知られるようになり、それらの地域も「ガリア」に含まれるようになっていった。やがてイタリア半島北部は、ローマに制圧され属州となった。
イタリア半島北部は、ガリア・キサルピナ（Gallia Cisalpina キサルピーナ、アルプスのこちら側のガリア）またはガリア・キテリオル（Gallia Citerior、こちら側のガリア）と呼ばれた。ローマ化が進んだ後はガリア・トガタ（Gallia Togata トガータ、トーガを着た＝「純ローマの」ガリア）とも呼ばれた。この地域は、ローマ帝政初期には本土「イタリア」に編入されて、「ガリア」から除外されるようになった。
これに対して、アルプスの西側・北側のガリアはガリア・トランサルピナ（Gallia Transalpina トゥラーンサルピーナ、アルプスの向こう側のガリア）またはガリア・ウルテリオル（Gallia Ulterior、向こう側のガリア）と呼ばれた。この「ガリア」は、共和制末期から帝政期にかけては、おおよそピレネー山脈・地中海・アルプス山脈・ライン川・大西洋に囲まれた地域を指し、その大半は森林地帯であった。現在「ガリア」と呼ばれるのは、この地域であることが多い。狭義には「ガリア・トランサルピナ」はガリア戦争以前にローマの属州であったフランス南部を指す。それより北方のローマ化していなかった地域は、ガリア人の長髪の習慣からガリア・コマタ（Gallia Comata コマータ、長髪のガリア）と呼ばれていた。

## ローマの属州としてのガリア

### 共和政期のガリア

#### ガリア・キサルピナ
最初にローマの属州となった「ガリア」はガリア・キサルピナで、アルプス山脈の南からルビコン川、アペニン山脈の北の地域であった。アウグストゥスの時代にガリア・キサルピナは本土イタリアに編入され、以降「ガリア」とは呼ばれなくなった。また、通常「地域としてのガリア」にも含まれない。

#### ガリア・トランサルピナ（ガリア・ナルボネンシス）

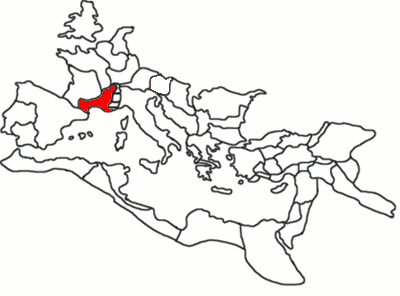
ガリア・ナルボネンシス

次いでローマがアルプスの西側で設置した属州がガリア・トランサルピナで、ローマの属州としての「ガリア・トランサルピナ」はカエサルのガリア遠征（ガリア戦争）以前にローマ支配下にあった、地中海岸沿いの現在の南フランスにあたる地域であった。ナルボ（Narbo ナールボー、現ナルボンヌ）を中心としたこの地域にはギリシア人が多く住んでおり、「ヒスパニアへの通り道」と呼ばれる、ローマにとって重要な地であるイベリア半島への回廊であった。アウグストゥスの時代にこの属州はガリア・ナルボネンシス（Gallia Narbonensis ナールボーネーンシス、ナルボのガリア）と名が改められた。ガリア・キサルピナとの習俗の違いから、ガリア・ブラカタ（Gallia Bracata ブラーカータ、ズボンを履いたガリア）と呼ばれる場合もある。ローマの属州（Provincia プローウィンキア）であったことから、現在のプロヴァンス（Provence）地方の名があることはよく知られている。

### カエサルによる征服
紀元前58年、ガイウス・ユリウス・カエサルが、プロコンスル（執政官代理）としてガリア・キサルピナとガリア・トランサルピナの属州総督に任官され、以後の諸遠征（ガリア戦争、前58年 - 前51年）において北進して、「ガリア」のほぼ全土を制圧してローマの属州に編入していった。カエサルがガリア戦争について著した『ガリア戦記』によれば、ガリアは「ケルト族」「ベルガエ族」「アクィタニア族」の居住地に三分される。ローマ帝政期にはこの考え方を元にして次の3つの属州が設置された。

#### ガリア・ルグドゥネンシス

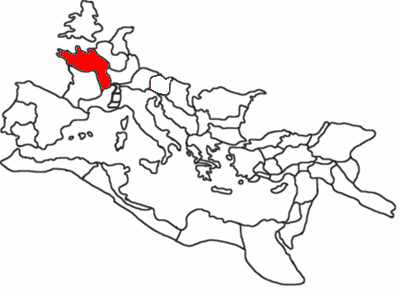
ガリア・ルグドゥネンシス

フランスの北部・中部には狭義の「ケルト人（ガリア人）」が居住するといわれ、ガリア・ケルティカ（Gallia Celtica）、または長髪の者が多いことからしばしばガリア・コマタと呼ばれていた。その大半はローマ帝政期には、ルグドゥヌム（Lugdunum ルグドゥーヌム、現リヨン）を中心とする属州ガリア・ルグドゥネンシス（Gallia Lugdunensis ルグドゥーネーンシス）に編入され、ローマ文明の受容の中心地となった。

#### ガリア・ベルギカ

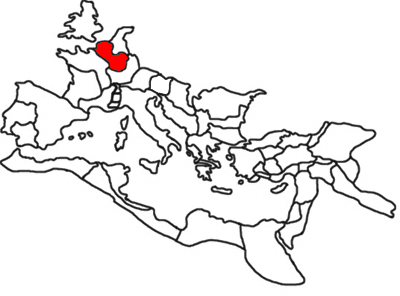
ガリア・ベルギカ

ケルト系・ゲルマン系の区別が不詳な「ベルガエ人」が居住するといわれ、ベルギウム（Belgium）とも呼ばれた土地には、ローマの属州ガリア・ベルギカ（Gallia Belgica）が設置された。現在のフランス北部からベルギー周辺に相当する。

#### ガリア・アクィタニア

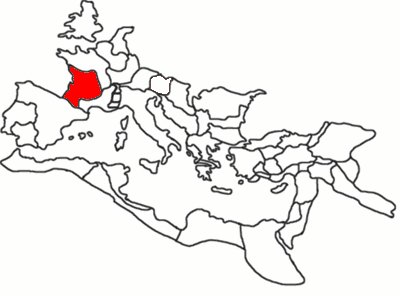
ガリア・アクィタニア

「アクィタニア人」が居住するといわれたフランス南西部は、アクィタニア（Aquitania アクィーターニア）と呼ばれ、ガリアの一部と考えられていた。ローマ化以前はガロンヌ川の南部を指したが、属州としてのガリア・アクィタニアはガロンヌ川より北へ大きく越えて設置された。現在のアキテーヌ（Aquitaine）地域圏に相当する。

### 帝政期のガリア

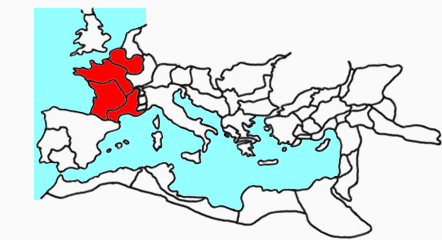
ローマ帝国におけるガリア諸属州の位置

帝政期のローマにおいて、ガリアはときにローマの支配に対する反乱も起こしたが、おおむね平穏を保ち、税収面等で帝国を支えた。ガリアではローマ文明が浸透し、「ローマ化」が最も浸透した地域の一つに数えられ、独自のガロ・ローマ文化を形成した。ガリア語は遅くとも4世紀までには死語となった。現在のヨーロッパの都市のいくつか（ケルンなど）はこのとき造られたローマ式の都市を起源としている。その後ゲルマン人の一派であるフランク人が流入し、ガリア人の影響を受けてガリア化した。

### 末期
3世紀ごろからローマのガリア支配は揺らぎ始めた。ゲルマン系のフランク人やアラマンニ族の勢力がますます拡大していくなか、260年にはローマの東方でエデッサの戦いが発生、ローマはサーサーン朝ペルシアに軍を張り付けざるをえなくなる。ローマにはもはや地方を維持するだけの力がなく、帝国内にはいくつもの半独立地域が出現、ガリアでも一時期ガリア帝国が成立していた。274年に一応ローマに再統合されるものの、こうした動きは一般庶民に混乱をもたらすばかりであり、ヴィラは放棄され農民は保護を求めてコロヌスへと転落していった。こうした混乱の中でコロナートゥスを支配し力をつけていった豪族がのちのガリア・セナトール貴族へとつながっていく。
4世紀になるとガリア南部には西ゴート王国が成立。西ローマ帝国も4世紀半ばにはオドアケルによって征服された。

## 主なガリア部族
ガリアでは、ケルト人とゲルマン人が混住していたと考えられ、一口に「ガリア人」といってもどちらなのか厳密に区別しかねる部族も少なくない。
- アルウェルニ族
- ハエドゥイ族
- ウェネティ族
- エブロネス族（ゲルマン人）
- ビトゥリゲス族
- ヘルウェティイ族
- ベルガエ人
- ネルウィ族
- マンドゥビイ族